# Dries Van Gestel
Dries Van Gestel (Arendonk, 30 settembre 1994) è un ciclista su strada belga che corre per il team Soudal Quick-Step; è professionista dal 2016.

## Palmarès

### Strada
- 2012 (Juniores)

Campionati belgi, Prova in linea Juniores
Remouchamps-Ferrières-Remouchamps
- 2015 (Lotto-Soudal U23, una vittoria)

2ª tappa Carpathian Couriers Race (Niedzica > Jabłonka)
- 2017 (Sport Vlaanderen-Baloise, una vittoria)

1ª tappa Tour des Fjords (Balestrand > Førde)
- 2022 (TotalEnergies, una vittoria)

Ronde van Drenthe

#### Altri successi
- 2017 (Sport Vlaanderen-Baloise)

Classifica giovani Tour des Fjords

## Piazzamenti

### Grandi giri
- Vuelta a España

2023: 107ª

### Classiche monumento
- Milano-Sanremo

2020: 58º
- Giro delle Fiandre

2017: 84º
2019: 13º
2020: 45º
2021: 32º
2023: 22º
- Parigi-Roubaix

2021: 31º
2022: 24º
2023: 18º
- Liegi-Bastogne-Liegi

2017: 125º
2018: ritirato
2019: ritirato

### Competizioni mondiali
- Campionati del mondo

Limburgo 2012 - In linea Junior: 18º

### Competizioni europee
- Campionati europei

Tartu 2015 - In linea Under-23: 33º
Glasgow 2018 - In linea Elite: ritirato